# Sarah Waters
Sarah Waters (ur. 1966 w Neyland, Walia) – brytyjska pisarka mieszkająca w Londynie. Znawczyni powieści wiktoriańskiej, ma doktorat z literatury brytyjskiej w zakresie gay and lesbian historical fiction.

## Dzieciństwo
Sarah Waters przyszła na świat w miejscowości Neyland, w hrabstwie Pembrokeshire w południowo-zachodniej Walii. Jej matka była gospodynią domową, ojciec pracował jako inżynier w rafinerii ropy naftowej. Swoją rodzinę Waters opisuje jako „dość idylliczną, bezpieczną i opiekuńczą”, ojca zaś, jako „fantastycznie kreatywną osobę”, która przekonała ją to tworzenia.
„Kiedy powracam do lat dziecinnych, widzę siebie tworzącą coś z plasteliny, papier maché czy składającą modele mechaniczne. Lubiłam również pisać wiersze i opowiadania”. Swoją ówczesną twórczość Waters nazywa „straszliwym gotyckim pastiszem”. Nie planowała jednak kariery literackiej.

Nie sądzę, żebym tak dużo o tym myślała. W dzieciństwie chciałam zostać archeologiem – jak spora liczba dzieci. Jednak od początku wiedziałam, że pójdę na uniwersytet, mimo że nikt z mojej rodziny wcześniej tego nie dokonał. Zawsze błyszczałam w szkole i bardzo lubiłam się uczyć. Moja mama powiedziała kiedyś, że pewnego dnia pójdę na studia i napisze pracę naukową, po czy wyjaśniała czym jest praca naukowa. Ta perspektywa wydała mi się niezwykle interesująca. Miałam w sobie najwyraźniej coś z kujona.

Waters była typową chłopczycą. Dopiero jako nastolatka odkryła w sobie kobiecość. Od zawsze interesowali się nią chłopcy, a dopiero w czasie studiów po raz pierwszy poczuła coś do innej kobiety (jest bowiem lesbijką).

## Edukacja
Waters ukończyła studia i zdobyła stopnie naukowe z zakresu literatury. Uzyskała licencjat na University of Kent, magistra na Lancaster University oraz doktorat na Queen Mary and Westfield College. Jej praca doktorska („Lesbian and gay historical fictions, od 1870 roku”) posłużyła jako inspiracja i materiał do jej przyszłych książek.

## Obecne życie
Obecnie Waters mieszka na strychu wiktoriańskiego mieszkania w Kennington, w południowo-zachodnim Londynie. Pokoje, w których mieszka, charakteryzujące się pochyłymi stropami, służyły niegdyś jako kwatery dla służby. Waters mieszka tam razem ze swoimi dwoma kotami

## Kariera
W 2002 roku otrzymała nagrodę Stowarzyszenia Autorów Powieści Kryminalnych za powieść Złodziejka, w tym samym roku została również uhonorowana nagrodą British Book Award w kategorii Autor Roku.
W 2003 roku przyznano jej też tytuł Najlepszego spośród Młodych Brytyjskich Powieściopisarzy. Laureatka wielu nagród w kategorii Lesbian And Gay Fiction (za Muskając aksamit i Niebanalną więź).

## Sarah Waters w Polsce
Na początku stycznia 2007 roku z okazji wydania książki „Pod osłoną nocy” Sarah Waters odwiedziła Polskę. 10 stycznia spotkała się z czytelnikami w Warszawie, a dzień później – 11 stycznia zagościła w Krakowie. Warszawskie spotkanie poprowadziła Kazimiera Szczuka.

## Powieści
- 1998 Tipping the Velvet (Muskając aksamit, Prószyński i S-ka 2005)
- 1999 Affinity (Niebanalna więź, Prószyński i S-ka 2004)
- 2002 Fingersmith (Złodziejka, Prószyński i S-ka 2004)
- 2006 The Night Watch (Pod osłoną nocy, Prószyński i S-ka 2007)
- 2009 The Little Stranger (Ktoś we mnie, Prószyński i S-ka 2009)
- 2015 The Paying Guests (Za ścianą, Prószyński i S-ka 2015)